# Carol Lillian Richards
Carol Lillian Richards est une physiothérapeute et professeure émérite de l'Université Laval née en 1947.

## Honneurs
- 2020 - Professeure émérite de l'Université Laval[1]
- 2017 - Chevalière de l'Ordre national du Québec[2]
- 2010 - Officier de l'Ordre du Canada[3]